# Lanciarazzi al-Yasin
Il lanciarazzi al-Yasin  (in arabo قذيفة الياسين‎?, Qadhīfa al-Yāsīn) è un'arma anticarro, costruita, a quanto pare, verso il 2004 da Adnan al-Ghul, uno dei tecnici delle Brigate ʿIzz al-Dīn al-Qassām, appartenente al gruppo palestinese Hamas.
Sono state chiamati in tal modo per onorare la memoria del leader spirituale del gruppo palestinese, lo sceicco Ahmad al-Yasin, assassinato dalle Forze Israeliane di Difesa il 22 marzo 2004.
Il proiettile - 40 mm di calibro, lungo 95 cm, pesante 7 kg, portata di circa 300 metri, potenzialmente a guida infrarossa e utilizzabile quindi di notte - ha una velocità di 295 m/s, il che significa che la sua porta di 300 m. colpisce eventualmente l'obiettivo in un secondo all'incirca.
È assai somigliante all'RPG-2 sovietico e ai lanciatori RPG-7.